# 화천골
《화천골》(중국어: 花千骨, 병음: Huā qiān gǔ 화첸구[*], 영어: The Journey of Flower 더 저니 오브 플라워[*])은 중국의 텔레비전 드라마이다.

## 등장 인물
- 곽건화(霍建華) : 백자화(白子画) 역
- 자오리잉 : 화천골(花千骨) 역
- 마커(马可) : 살천맥(杀阡陌) 역
- 장단펑(张丹峰) : 동방욱경(東方彧卿) 역
- 장흔(蒋欣) : 하자훈(夏紫薰) 역
- 리춘(李纯) : 예만천(霓漫天) 역
- 쟝양(江洋) : 삭풍(朔风) 역
- 바오톈치(鲍天琦) : 경수(轻水) 역
- 쉬하이차오(徐海乔) : 맹현랑(孟玄朗) 역
- 캉러이(康磊) : 맹현총(孟玄聪) 역
- 둥춘휘(董春辉) : 락십일(落十一) 역
- 안위에시(安悦溪) : 당보(糖宝) 역
- 쟝이밍(蒋一铭) : 마엄(摩严) 역
- 먀오츠(苗驰) : 생소묵(笙箫默) 역
- 두저우(杜哲宇) : 유상표(尹上飘) 역
- 롼웨이징(阮伟旌) : 환추(单春秋) 역
- 왕슈저(王修泽) : 광야천(旷野天) 역
- 리청(李珵) : 녹초(绿鞘) 역
- 궁정난(宫正楠) : 죽염(竹染) 역
- 장정옌(张正言) : 화석(火夕) 역
- 루지이(陆纪依) : 무청라舞青萝) 역
- 가오하이(高海) : 운은(云隐) 역
- 가오쟝(高江) : 운예(云翳) 역
- 양수오(杨烁) : 단범(檀凡) 역
- 정훙창(曾虹畅) : 무구(无垢) 역
- 쳰윙천(钱泳辰) : 동화(东华) 역
- 정예청(郑业成) : 남현월(南弦月) 역
- 순거루(孙歌璐) : 운아(云牙) 역
- 루즈이(陆子艺) : 유약幽若) 역
- 리쳔(李茜) : 류하(琉夏) 역
- 료보(刘波) : 예천장(霓千丈) 역
- 료한양(刘瀚阳) : 이몽(李蒙) 역